# Stanton (cràter)
Stanton és un cràter d'impacte en el planeta Venus de 107 km de diàmetre. Porta el nom d'Elizabeth Cady Stanton (1815-1902), sufragista estatunidenca, i el seu nom va ser aprovat per la Unió Astronòmica Internacional el 1994.